# Lutz-Günther Fleischer

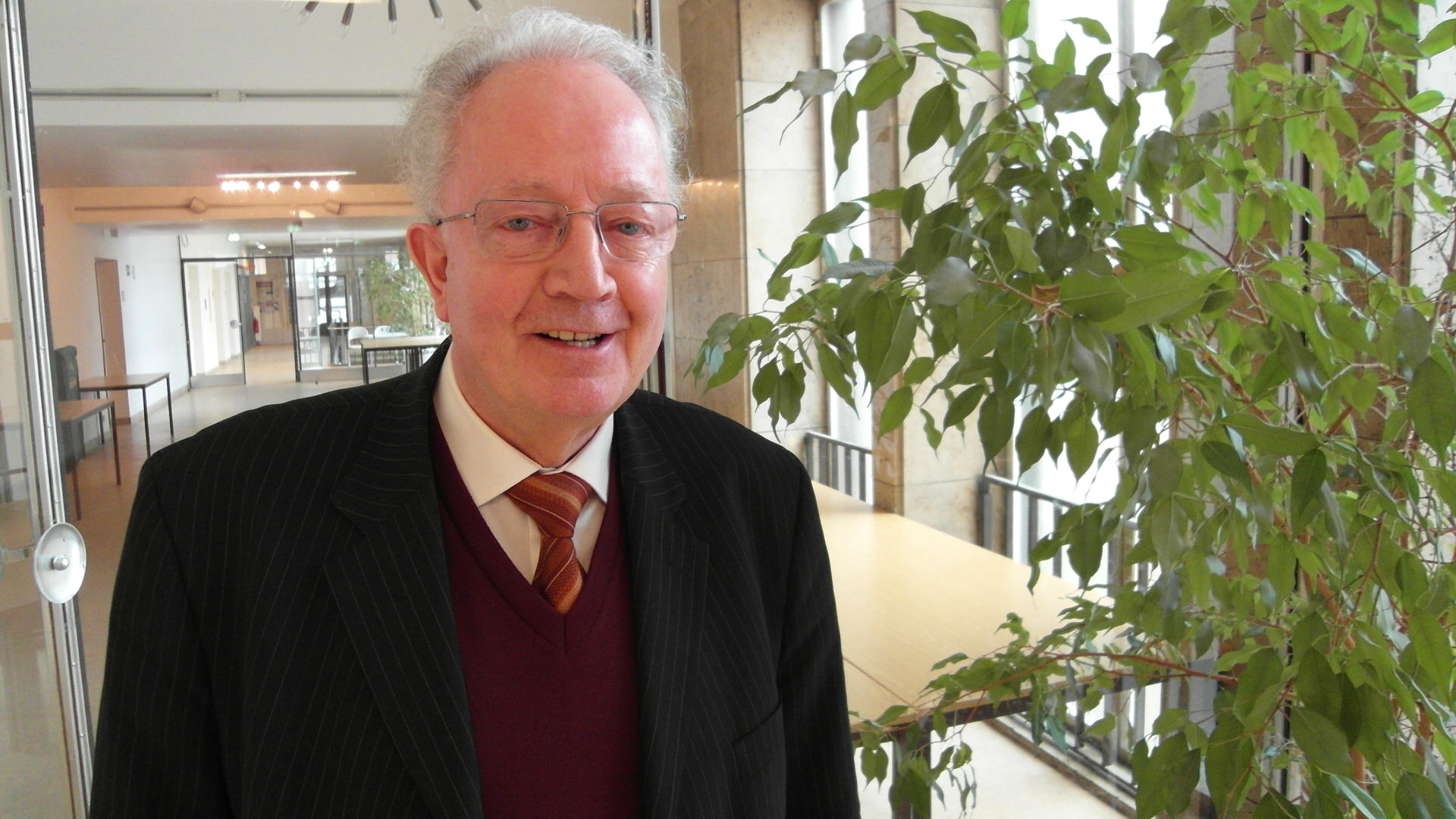
Lutz-Günther Fleischer (2014)

Lutz-Günther Fleischer (* 26. Juli 1938 in Gera; † 26. Januar 2023 in Berlin) war ein deutscher Ingenieur und Professor. Er gehörte zu den Spezialisten der Verfahrenstechnik sowie Thermodynamik und insbesondere des Fachgebietes Lebensmitteltechnologie in Deutschland.

## Leben
Lutz-Günther Fleischer wurde in Gera geboren und wuchs in Apolda und Jena auf. Er erlernte von 1952 bis 1956 den Beruf eines Feinoptikers bei der Firma Carl Zeiss Jena, die es ihm mit einer Delegierung ermöglichte, über den zweiten Bildungsweg 1959 an der ABF der Friedrich-Schiller-Universität Jena das Abitur abzulegen. Während dieser Zeit wurde er Mitglied der SED. Im gleichen Jahr begann er das Chemiestudium an der Technischen Hochschule „Carl Schorlemmer“ Leuna-Merseburg (THL-M), das er 1964 mit einer Diplomarbeit zur Elektrodenkinetik an Graphitoberflächen im Institut für Physikalische Chemie am Lehrstuhl von Rolf Landsberg beendete.
Seit 1964 war er mit Regina Fleischer (geb. Köder) verheiratet. Das Ehepaar hatte zwei Söhne: den Diplom-Physiker Torsten Fleischer und den promovierten Diplom-Biologen Axel Fleischer; beide absolvierten die Humboldt-Universität zu Berlin.
Sein Berufseinstieg erfolgte als wissenschaftlicher Assistent an der THL-M in der Fakultät für Verfahrenstechnik und Grundlagenwissenschaften/Institut für Verfahrenstechnik am Lehrstuhl Technische Thermodynamik und Energiewirtschaft von Wolfgang Fratzscher.  Nach seiner Promotion mit der Arbeit „Untersuchungen über die Stoffübertragung an rotierenden Scheiben unter besonderer Berücksichtigung der Oberflächenstruktur“ zum Dr.-Ing. im Jahre 1968, für die er den Carl Schorlemmer-Preis der THL-M erhielt, wurde er hier Oberassistent.

## Tätigkeit als Hochschuldozent
Im Jahre 1969 erwarb er die Lehrbefähigung „Facultas docendi“, 1970 erfolgte seine Berufung als Hochschuldozent (entspricht C3-Professor) für „Thermodynamik irreversibler Prozesse“ an der THL-M. Seine Lehrverpflichtungen umfassten auch die Technische Thermodynamik für die Fachrichtungen Prozessverfahrenstechnik und Systemverfahrenstechnik sowie das Werkstoffingenieurwesen und die Wirtschaftswissenschaften.
Ab 1971 leitete er den Wissenschaftsbereich „Prozessverfahrenstechnik“ (Fachgebiete Thermodynamik, Rheologie und Strömungsmechanik) der Sektion Verfahrenstechnik. Innerhalb dieser Sektion kooperierte er interdisziplinär mit dem von Georg C. Brack geleiteten Wissenschaftsbereich „Automatisierungstechnik“. Er war von 1966 bis 1974 als Leiter der Kommission für Erziehung und Ausbildung des wissenschaftlichen Beirates Verfahrensingenieurwesen beim Ministerium für Hoch- und Fachschulwesen (MHF) maßgeblich an der Herausbildung und inhaltlichen Gestaltung der Grundstudienrichtung Verfahrensingenieurwesen in der DDR beteiligt.
Von September 1972 bis März 1973 absolvierte er ein postgraduales Studium am Leningrader Technologischen Institut (LTI) bei Professor P. G. Romankow.
Von 1971 bis 1975 war Fleischer als Beauftragter der THL-M koordinierend und mit seinen Mitarbeitern als Vertragsforschungspartner der Filmfabrik Wolfen (ORWO) wissenschaftlich aktiv, insbesondere an der prozessverfahrenstechnischen Film- und Magnetbandforschung beteiligt.

## Professor für Verfahrenstechnik
Im Mai 1979 habilitierte ihn die Humboldt-Universität zu Berlin (HUB) auf dem Wissenschaftsgebiet Verfahrenstechnik (Äquivalenzbescheinigung von 1992) mit der Arbeit „Prozessverfahrenstechnische Untersuchungen und physikalisch-mathematische Modelle der Trocknung schrumpfender Stoffsysteme“, die auch das Ordentliche Mitglied der Akademie der Wissenschaften der DDR Eberhard Leibnitz begutachtete.
1979 wurde Fleischer zunächst zum außerordentlichen, später zum Honorar-Professor an der HUB berufen. Weiterhin arbeitete er aktiv in der URANIA – Gesellschaft zur Verbreitung wissenschaftlicher Kenntnisse und gehörte von 1975 bis 1990 in Wahlfunktionen dem Präsidium an, zunächst als Vizepräsident für Natur-, Technik-, Agrarwissenschaften, Mathematik und Medizin sowie seit Dezember 1986 als 1. Vizepräsident (Nachfolger von Horst Mädicke). Dabei oblag ihm zugleich die Koordination der Wissenschaftspublizistik der URANIA mit dem gleichnamigen Verlag sowie dem Fernsehen und dem Rundfunk der DDR in langjährigen Serien, wie der ‚Neuen Fernseh-URANIA‘, ‚AHA‘, ‚Wissenschaft im Meinungsstreit‘, ,URANIA im Funk‘ und anderen.
Nach der Wiedervereinigung wurde Fleischer 1994 im Rahmen von Umordnungen an den Berliner Universitäten und nach einer umfassenden personenbezogenen Evaluation an die Technische Universität Berlin (TUB), Fachbereich „Lebensmittelwissenschaften und Biotechnologie“, als Universitätsprofessor berufen. Er leitete – mit drei Verlängerungen seiner Dienstzeit – bis zum Oktober 2006 das Fachgebiet Lebensmittelverfahrenstechnik sowie seit 1998 das traditionsreiche Berliner Zuckerinstitut.
Fleischer fungierte 1997 als Prodekan des Fachbereichs Lebensmittelwissenschaften und Biotechnologie und von 2003 bis 2005 als Dekan der Fakultät für Prozesswissenschaften der TUB. Er war überdies bis Oktober 2006 über mehrere Legislaturperioden Mitglied des Akademischen Senats der TUB und von 2004 bis 2006 zudem Sprecher der Mehrheitsfraktion.
In der Lehre vertrat er dort für mehrere Studiengänge der Fakultät für Prozesswissenschaften die Fachgebiete Lebensmittelverfahrenstechnik, Thermodynamik, Energie-, Impuls- und Stofftransportprozesse, Energie- und Kältetechnik sowie fakultätsübergreifend die Lehrveranstaltung Technikfolgenabschätzung.

## Forschungstätigkeit
Parallel zu seiner Lehrtätigkeit entwickelte er eine eigene industrienahe Forschungstätigkeit mit zahlreichen Partnern. Forschungsschwerpunkte lagen unter thermodynamischen und prozessverfahrenstechnischen Aspekten kontinuierlich auf dem Gebiet des Energie-, Stoff- und Impulstransportes in komplexen Stoffsystemen, wie Informationsaufzeichnungs- und Biomaterialien, deren physikalisch-mathematischer Modellierung (insbesondere der Trocknung stark schrumpfender Stoffsysteme) sowie der experimentellen und theoretischen Ermittlung relevanter Transportkoeffizienten, der Bewertung von Prozessen unter technologischen Bedingungen (Prozessführung und Produktqualität) und dem Entwurf modifizierter Verfahrensstufen zur Produktion von Informationsaufzeichnungsmaterialien (fotografische Filme, Video- und Audiobänder). Abgeleitet wurden Untersuchungen zum Wert und zu den Grenzen von Entropie- und Exergiekonzeptionen bei der Charakterisierung von Prozessen und der Bewertung von Systemen.
Nach der deutschen Wiedervereinigung 1990 kamen insbesondere Arbeiten zu lebensmitteltechnologischen Wirkprinzipien und Prozessen hinzu, darunter der Einsatz von statischem Hochdruck zur Modifizierung von Gelstrukturen und gelbildenden Stoffen (Maltodextrinen, Gelatinen, extraktiv und biotechnologisch gewonnenen Hyaluronaten), die Anwendung von Hochspannungspulsen zur elektroplasmolytischen Unterstützung der Kaltextraktion von Zuckerrüben.
Einen Schwerpunkt in der Zusammenarbeit mit der Zuckerindustrie bildete die Weiterbildung des Fachpersonals der europäischen Zuckerindustrie. Auf Initiative von Fleischer wurden neben den seit 2001 realisierten Weiterbildungskursen für Ingenieure und akademisch-wissenschaftliche Mitarbeiter der europäischen Zuckerindustrie auch regelmäßig Lehrgänge für Techniker am Berliner Zuckerinstitut zu zuckertechnologischen und energietechnischen Problemen durchgeführt.
Fleischer war bis zum Abschluss seines Berufslebens Mitglied des fakultätsübergreifenden Forschungsverbundes Biotechnologie-Centrum (BTC) an der TUB. Mehrere der lebensmittelverfahrenstechnischen und biotechnologischen Arbeiten befassten sich mit der Modellierung und zweckdienlichen Quantifizierung der Strukturbildung in Biopolymeren mittels eines dimensionslosen Entropiekonzeptes – vorrangig unterschiedlich prozessierter (insbesondere hochdruckbehandelter) Gelatinen und Stärken, biotechnisch gewonnener Hyaluronaten und Bio-Kompositen mit Wirkstoffen für Anwendungen im Life-Science-Bereich (Patent: Biopolymer-Komposite für topische Applikationen).
Exponiert waren hierbei die modifizierende Anreicherung, die Isolierung, die physiologischen Wirkungen (über Glucan-Rezeptoren, Cytokine, Akut-Phase-Proteine) und die Wirkmechanismen von (1,3),(1,6)-Beta-D-Glucanen und komplementären Wirkstoffen vor allem aus den Zellwänden von Saccharomyces cerevisiae sowie ihr – in umfassenden Feldversuchen getesteter – Einsatz als immunmodulierende health ingredients im Human- und Veterinärbereich. Mit einer speziellen Arbeitsgruppe widmete er sich dem Screening und der In-vitro-Testung probiotischer Mikroorganismen.
Das Screening homofermentativer probiotischer Lactobacillen, deren biotische Gewinnung, die In-vitro-Testung in einem Magen-Darm-Modell und die Nutzung in functional food dienten der Auswahl besonders bioaktiver, im Gastrointestinaltrakt hinreichend überlebensfähiger Stämme aus einer nativen Stammsammlung. Daraus resultierte ein patentiertes Verfahren zur Herstellung funktioneller Würzen.
In einem gemeinsamen DFG-Projekt mit der Stiftung Alfred-Wegener-Institut für Polar- und Meeresforschung Bremerhaven (Dietrich Siebers, Christof Baum) und der Universität für Veterinärmedizin Hannover (Wilfried Meyer, Institut für Anatomie) wurden Ursachen und fundamentale Mechanismen der Selbstreinigung, des umweltneutralen Anti-Biofouling, an oder in der Epidermis einer Delfinspecies (globicephala melas) aufgeklärt. In der Haut dieses Pilot-Wales wurden ein stofflich, strukturell und funktionell hoch komplexes cross-linked gel mit enzymatisch gesteuerten Reaktionen und ein Beta-Glucan-Rezeptor nachgewiesen. Diese grundlegenden Erkenntnisse führten u. a. zum gemeinsamen Patent: Biozidfreie Antifoulingbeschichtungen.
Die zuckertechnologischen Arbeiten, die vor allem mit Diplomarbeiten, Dissertationen und Projekten mit der deutschen Zuckerindustrie sowie der Arbeitsgemeinschaft industrieller Forschungsvereinigungen „Otto von Guericke“ (AiF) realisiert wurden, waren auf qualitative Aspekte der Saccharosegewinnung (speziell die Verdampfung, Kristallisation und Trocknung) sowie auf energieeffiziente, qualitätssichernde und -verbessernde, modifizierte Prozessführungen, neue Prozessindikatoren, wie gut messbare rheologische und dielektrische Parameter, sowie die automatisierte Kristallanalyse gerichtet. Das System wurde erfolgreich in der Zuckerindustrie eingeführt.
Fleischer befasste sich ebenso mit der Prozessmodellierung, Steuerung und Regelung technologischer Abschnitte, insbesondere Modellierung der Kühlungskristallisationskinetik, qualitätssichernd (Farbe und Geruch) veränderte Temperaturführung in Verdampfern und Kristallisatoren, automatisierte Bildanalyse, komplexe Viskositätskoeffizienten und komplexe Dielektrizitätskonstanten von Saccharoselösungen und Kristallsuspensionen als On-line-Mess- und Regelgrößen.
Fachübergreifende Arbeiten von Fleischer widmeten sich den Gesetzmäßigkeiten spezieller Technologien, der Herausbildung der allgemeinen Technologie, der gesellschaftlichen Relevanz und Akzeptanz der Technikentwicklung, der Technikgenese, der Wissenschaftsentwicklung und der Technikfolgenabschätzung.
Zusammenfassend skizziert umfassten seine Forschungsarbeiten vor allem die Analyse, die Bewertung und die physikalisch-mathematische Modellierung komplexer Transport- und Strukturierungsprozesse sowie vorrangig physikalisch-chemische und biotische Stoffumwandlungen in multikomponentigen, mehrphasigen Stoffsystemen, vor allem Informations-Aufzeichnungsmaterialen (photographischen Filmen, Audio- und Videobändern), technischen Saccharosesystemen, Lebensmittelmatrices sowie nativen und modifizierten Biopolymeren einschließlich fundamentaler Stoffdaten, der Thermodynamik und technologisch relevanten Aspekten des Fließverhaltens – der Fluiddynamik und Rheologie.
Die Ergebnisse seiner disziplinären und interdisziplinären Forschungstätigkeit sind in weit über 100 wissenschaftlichen Publikationen veröffentlicht. Außerdem ist Fleischer Verfasser und Herausgeber von drei Lehrbüchern, Koautor mehrerer wissenschaftlicher Editionen sowie Verfasser zahlreicher gedruckter bzw. in den elektronischen Medien gesendeter populärwissenschaftlicher Beiträge, langjähriges Mitglied von Redaktionskollegien und Herausgeber populärwissenschaftlicher Bücher und Buchreihen, darunter der ‚Polytechnischen Bibliothek‘ des Fachbuchverlages Leipzig. Er war an mehreren Patenten beteiligt. Fleischer hat mehr als 30 Dissertationen betreut, Habilitationen gefördert und ungezählte wissenschaftliche Gutachten erarbeitet.

## Ehrungen und Mitgliedschaften
- 1968 Carl Schorlemmer-Preis der TH Leuna-Merseburg
- 1975 Goldene Ehrennadel des URANIA-Präsidiums Berlin
- 1981, 1988 Vaterländischer Verdienstorden (Bronze, Silber)
- 1986 Gerhart-Eisler-Plakette des Staatlichen Komitees für Rundfunk in Gold für hervorragende journalistische Leistungen
- 1988 Goldener Lorbeer des DDR-Fernsehens für langjährige Zusammenarbeit und Unterstützung der Wissenschaftspublizistik
- 2004 Mitglied der Leibniz-Sozietät der Wissenschaften zu Berlin, von 2012 bis 2019 Sekretar der Klasse Naturwissenschaften und Technikwissenschaften und Mitglied des Präsidiums (Nachfolger: Gerhard Pfaff), ab 2019 Vizepräsident (Nachfolger: Wolfgang Methling)[13]
- 2007 Vorstandsvorsitzender des Leibniz-Institutes für interdisziplinäre Studien e. V. (LIFIS)
- 2017 Daniel-Ernst-Jablonski-Medaille der Leibniz-Sozietät der Wissenschaften zu Berlin

## Schriften (Auswahl)
- Untersuchungen über die Stoffübertragung an rotierenden Scheiben – unter besonderer Berücksichtigung der geometrischen Oberflächenstruktur. Dissertation, TH für Chemie, Fakultät für Verfahrenstechnik und Grundlagenwissenschaften, Leuna-Merseburg 1968.
- Einführung  in die Verfahrenstechnik. Deutscher Verlag für Grundstoffindustrie, Leipzig 1973  (Mitautor, Autorenkollektiv)
- Technische Thermodynamik I. Deutscher Verlag für Grundstoffindustrie, Leipzig 1973, 2. Auflage 1976 (Federführung, Mitautor: Hans-Peter Picht).
- Technische Thermodynamik II. Deutscher Verlag für Grundstoffindustrie, Leipzig 1974, (Federführung gemeinsam mit Norbert Elsner, Mitautoren: B. Franke, W. Häußler, A. Henatsch,  A. Pawlowitsch, K. Stieper, M. Strümke).
- Experimentelle und theoretische Ermittlung FICKscher Diffusionskoeffizienten für binäre Systeme der Magnetbandproduktion. Journal für Signalaufzeichnungsmaterialien 5, 1978, Berlin, Akademie-Verlag (Mitautoren O. Rühl, H.-P. Picht).
- Lineare und nichtlineare thermodynamische Materialgleichungen chemischer Reaktionen und ihre variationstechnische Ableitung. Zeitschrift für physikalische Chemie, Leipzig (259) 1978, S. 557–567. (Mitautoren: J. Heymann sowie von der Sibirischen Abteilung der Akademie der Wissenschaften der UdSSR in Nowosibirsk G. Jablonsky und S. Slinko).
- Prozessverfahrenstechnische Untersuchungen und physikalisch-mathematische Modelle der Trocknung schrumpfender Stoffsysteme. Dissertation B (Habilitation), Humboldt-Universität zu Berlin 1979.
- Der Beitrag der Thermodynamik zur physikalischen Interpretation der Strukturbildung und Evolution. Verlag Präsidium der Urania, Berlin 1979.
- Experten geben Auskunft – Aktuelles aus der neuen Fernseh-Urania. Urania-Verlag, Leipzig; Jena; Berlin 1980 (hrsg. mit Gerhard Sieler).
- Wissen aus erster Hand – Erkenntnisse, Erfahrungen, Erfolge der Wissenschaften. Deutscher Verlag der Wissenschaften, Berlin 1981 (hrsg. mit Harro Hess).
- Wissenschaft im Dialog – Wissenschaft für den Fortschritt, Fortschritte der Wissenschaft. Urania-Verlag, Leipzig; Jena; Berlin 1988 (hrsg. mit Gerhard Banse), ISBN 3-332-00253-8.
- La science face a ses responsabilites. Bulletin de Assocation des ECRIVAINS SCIENTIFEQUES de France, 1990, Bd. 39, S. 23–30.
- Energiegewinnung, ein Schlüsselproblem der Menschheit. In: Hochtechnologien in der Praxis, Verlag Die Wirtschaft, 1990, Berlin, S. 113 ff.
- Nutzung von nachwachsenden Rohstoffen in zukünftigen Technologien der mitteldeutschen Chemiebetriebe und dazu notwendige Forschungsprojekte. Humboldt-Universität zu Berlin, Fakultät für Lebensmitteltechnologie, Berlin 1991 (interdisziplinäre Studie, 205 Seiten und Anhänge; Federführung, 16 Mitautoren)
- TA-Studie zur Nutzung von „Nachwachsenden Rohstoffen“ in zukünftigen Technologien der mitteldeutschen Chemiebetriebe und dazu notwendige Forschungsprojekte.  Verbundprojekt, Düsseldorf 1991, Autoren: P. Doetsch, L.-G. Fleischer, H. Fürtig, D. Knorr, H. Rauchstein, B. Stoß. Gedruckt als Kurzfassung Projektergebnisse 3, Helmut Fürtig, Chemie  AG,  Hrsg.:  VDI-Technologie-Zentrum Physikalische Technologien, Düsseldorf 1992.
- Selbstorganisation und Entwicklung aus thermodynamischer Sicht. In: Berliner Studien zur Wissenschaftsphilosophie & Humanontogenetik, Band 7: Verhalten, Informationswechsel und organismische Evolution. Zu Person und Wirken Günter Tembrocks (Hrsg. Karl-Friedrich Wessel und Frank Naumann). Kleise Verlag, Bielefeld, 1994, S. 70–82, ISBN 3-89370-164-8.
- Wert und Grenzen von Entropie- und Exergiekonzeptionen für ökonomische und ökologische Systeme – faktologische und methodologische Reflexionen. Kernforschungszentrum Karlsruhe, Abteilung für Angewandte Systemanalyse (AFAS), Informationsstelle Umweltforschung, Karlsruhe 1994.
- Eigenschaften von Hyaluronsäure (Struktur in natürlichen Rohstoffen). Parfüm und Kosmetik, Internationale Zeitschrift für Forschung, Entwicklung und Produktion in der Parfüm- und Kosmetik-Industrie 77 (5/1996) 343–346 (Mitautor: Westphal, G.).
- Post-Stress Thickening of Dextran/Concanavalin A Solutions Used as Sensitive Fluids in a Viscosimetric Affinity Assay for Glucose. Biotechnology Progress, 13 (1997) 722–726 (Mitautoren: Beyer, P. U.; Ehwald, R.).
- Hochdruckeinfluss auf gelbildende Maltodextrine. Teil 1: Makrostruktur, thermodynamische und fluiddynamische Wirkungen. Teil 2: Untersuchungen zur Primärstruktur; Ergebnisdiskussion und Schlussfolgerungen.  Starch/Stärke, 1998, 50. 11–12. Wiley-Verlag GmbH, 499–517 (Mitautoren: Schierbaum, F.; Schuricht, H.).
- Wärmeleitfähigkeit von Zuckerkristallen und Zuckerschüttungen. Verlag Dr. A. Bartens, Zuckerindustrie 123 (10) 794–802, 1998 (Mitautor: Schmidt, P.-V.).
- Influence of the viscosity on the film evaporation as it arises on vertical plates. Publ. of techn. Papers and proceedings of the 58. annual meeting of Sugar Industry Technologists, Estoril, Portugal, 39–55, 1999 (Mitautoren: Schulze, B.-C; Mauch, W.).
- Optimierung eines Bildanalysesystems zur Beurteilung der Kristallqualität in Saccharosekristallsuspensionen. Commission Internationale Technique de Sucrerie (C.I.T.S.), Antwerpen, CITS Proc., Verlag Dr. A. Bartens Berlin, 52–61, 1999 (Mitautoren: Wagner, G.; Schick, R.; Austmeyer, K. E.; Wittenberg, A.).
- A cryo-scanning electron microscopic study of the skin surface of the pilot whale (Globicephala melas). Aquatic Mammals 26, 7–16, 2000 (Mitautoren: Baum, C.; Meyer, W.; Stelzer, R.; Siebers, D.).
- Blood cells and plasma proteins of chickens fed a diet supplemented with (1,3),(1,6)-Beta-D-Glucan and enrofloxacin. Arch. Anim. Nutr. (Vol. 53/2000), pp 59–73 (Mitautoren: Gerber, G.; Liezenga,  R. W.; Lippert, E.; Scholl, H; Westphal, G.).
- A Zymogel enhances the self-cleaning abilities of the skin of the pilot whale (Globicephala melas). Comparative Biochemistry and Physiology Part A 130 A.$. Elsevier, 835–847, 2001 (Mitautoren: Baum, C; Meyer, W.; Roessner, D.; Siebers, D.).
- Gelation kinetics of a gel collected from the corneocytes of the pilot whale (Globicephala melas). Zoology, 104 Supplement, DZG (94.1), S. 53, 2001 (Mitautoren: Baum, C.; Meyer, W.; Siebers, D.; Stelzer, R.).
- Optimierung eines Bildanalysesystems zur Beurteilung der Kristallqualität in Saccharosekristall-Suspensionen. Zuckerindustrie 126 (1/2001), Verlag Dr. A. Bartens Berlin, 34–41. (Mitautoren: Wagner, G.; Schick, R.; Austmeyer, K.-E.).
- Untersuchungen zur Optimierung der Kühlrate während der Nachproduktkühlungskristallisation. Zuckerindustrie 126 (12/2001), Verlag Dr. A. Bartens Berlin, 945–950. (Mitautoren: Schick, R.; Elahi, M.).
- A covalently cross-linked gel derived from the epidermis of the pilot whale (Globicephala melas). Biorheology 39, (6/2002) 703–717. (Mitautoren: Baum, C.; Roessner, D.; Meyer, W.; Siebers, D.).
- Surface Properties of the Skin of the Pilot Whale (Globicephala melas). Biofouling, (Vol. 19/2003) (Supplement), pp 181–186. (Mitautoren: Baum, C.; Simon, F.; Meyer, W.; Siebers, D.; Kacza, J.; Seeger, J.).
- Fluid dynamic aspects in the operation of falling-film plate Evaporators. Zuckerindustrie 128 (3/2003), Verlag Dr. A. Bartens Berlin, 153–158. (Mitautoren:  Schulze, B.-C.; Ruprecht, K.).
- Schnellmethoden zur Beurteilung von Lebensmitteln und ihren Rohstoffen. Kapitel 6.3: Textur/Struktur und Rheometrie. B. Behr`s Verlag GmbH & Co. KG Hamburg (2004) 361–377. Baltes, W.; Kroh, L. W. (Hrsg.).
- Entwicklung funktioneller milchsauer fermentierter Getränke auf cerealer Basis. Brauerei-Forum 19 (6 und 7/2004), Berlin, 151–153; 173–175.(Mitautoren: Seidel, B.; Idler, F.).
- Influence of reduced temperature during evaporation und crystallization on sugar Quality. SIT Conference Dubai (2005, 3.–5. April), UAE, Book of Abstracts, Paper 873. (Mitautoren: Smejkal, Q.; Schick, R.).
- Simplified Mathematical Model for Determination of Color Formation in Technical Sugar Solutions. Chemie Ingenieur Technik (77/2005), Issue 8, 1198. (Mitautoren: Smejkal, Q.; Schick, R.).
- Ausgewählte Untersuchungen zur Saccharosekristallisation im Berliner Zuckerinstitut in den Jahren 1995 bis 2005. Zuckerindustrie 130 (11/2005), Verlag Dr. A. Bartens Berlin,  840–847 (1. Teil) (Mitautoren: Schick, R.; Schmidt, P.-V.; Elahi, M.; Ruprecht, K.; Sixt, A.; Tzschätzsch, O.; Wagner, G.;  Wittenberg, A.).
- Ausgewählte Untersuchungen zur Saccharosekristallisation im Berliner Zuckerinstitut in den Jahren 1995 bis 2005 (II.Teil). Zuckerindustrie 131 (1/2006), Verlag Dr. A. Bartens Berlin, 40–44. (Mitautoren: Schick, R.; Schmidt, P.-V.; Elahi, M.; Ruprecht, K.; Sixt, A.; Tzschätzsch, O.; Wagner, G.;  Wittenberg, A.).
- Einflussfaktoren auf den Geruch von Weißzucker bei der Rübenverarbeitung. Zuckerindustrie 131 (9/2006), Verlag Dr. A. Bartens Berlin (Mitautoren: Ruprecht, K.; Frenzel, S.).
- Wissenschaft im Kontext – Inter- und Transdisziplinarität in Theorie und Praxis. Leibniz-Sozietät der Wissenschaften zu Berlin: Abhandlungen der Leibniz-Sozietät der Wissenschaften, Bd. 27. Trafo Wissenschaftsverlag, Berlin 2011 (hrsg. mit Gerhard Banse), ISBN 978-3-89626-896-9.
- Energiewende. Produktivkraftentwicklung und Gesellschaftsvertrag. 5. Jahreskonferenz der Leibniz-Sozietät der Wissenschaften. trafo Wissenschaftsverlag Berlin, 2013, ISBN 978-3-86464-006-3.
- Ex nihilo nil fit. Nil fit ad nihilum. Von Heroen des Denkens, "Märtyrern des Eigensinns" und Anwälten der Vernunft. Anmerkungen zur Leistung und Persönlichkeit von Protagonisten der klassischen Thermodynamik. In: Karl-Friedrich Wessel und Andreas Wessel (Hrsg.): Persönlichkeit und Verantwortung in Wissenschaft, Medizin und Technik. Robert Ketting zum Gedenken. Berliner Studien zur Wissenschaftsphilosophie und Humanontogenetik, Bd. 30. Kleine Verlag, Grünwald 2013, S. 293–326, ISBN 978-3-937461-57-1.
- Technologie – techné und epistémé. In: Gerhard Banse, Ernst-Otto Reher (Hrsg.): Technologiewandel in der Wissenschaft – qualitative und quantitative Veränderungen. 6. Symposium des Arbeitskreises "Allgemeine Technologie" der Leibniz-Sozietät der Wissenschaften zu Berlin und des Instituts für Technikfolgenabschätzung und Systemanalyse des Karlsruher Instituts für Technologie am 10. Oktober 2014 in Berlin. Sitzungsberichte der Leibniz-Sozietät der Wissenschaften, Bd. 122. S. 35–68. trafo Wissenschaftsverlag, Berlin 2015, ISBN 978-3-86464-092-6.
- mit Bernd Meier (Hrsg.): Technik & Technologie – techne cum episteme et commune bonum. Ehrenkolloquium anlässlich des 70. Geburtstages von Gerhard Banse. Sitzungsberichte der Leibniz-Sozietät der Wissenschaften, Bd. 131. trafo Wissenschaftsverlag, Berlin 2017, ISBN 978-3-86464-154-1.
- Die Naturwissenschaften als Quell und Mittel der Welterkenntnis sowie des Weltverständnisses in Alexander von Humboldts dynamischer Wissenschaftskonzeption und in der Gegenwart – Probleme und Perspektiven. Sitzungsberichte der Leibniz-Sozietät der Wissenschaften zu Berlin, Bd. 143, S. 117–181. trafo Wissenschaftsverlag, Berlin 2020, ISBN 978-3-86464-180-0.
- Die Energiewende 2.0 und einige rezente Implikationen. Sitzungsberichte der Leibniz-Sozietät der Wissenschaften zu Berlin, Bd. 147. S. 17–37. trafo Wissenschaftsverlag, Berlin 2021, ISBN 978-3-86464-224-1.